# Moor-Kopfsprossmoos

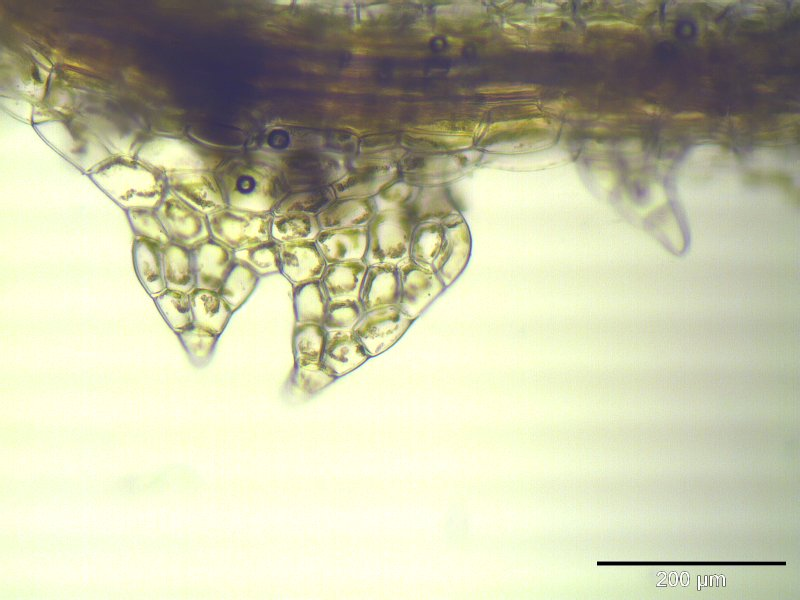
Flankenblatt

Das Moor-Kopfsprossmoos (Cephalozia connivens) ist ein unauffälliges, winziges Moos, das meist eingesprengt zwischen anderen Moosen in Mooren wächst.

## Beschreibung
Die Pflänzchen sind blass gelblich bis hellgrün gefärbt. Sie sind nur ca. 1 mm breit. Die Stämmchenspitzen sind oft etwas geschwollen beblättert.
Die längs gestellten, rundlichen Flankenblätter sind ca. 0,6 mm breit und am Grunde meist 7 bis 10 Zellen breit. Sie sind auf ein Drittel bis auf die Hälfte der Länge in zwei Lappen geteilt, deren stumpfe Spitzen einander zuneigen. Die Laminazellen sind relativ groß (30 bis 50 µm breit und 55 bis 70 µm lang) und mehr oder weniger sechseckig. Sie enthalten in der Regel keine, manchmal winzige Ölkörper.
Die Art fruchtet häufig im Frühjahr. Die Perianth-Mündung ist zerschlitzt, während die beiden Lappen der Hüllblätter ganzrandig sind. Die Art vermehrt sich allerdings auch vegetativ durch Brutkörper.

## Verbreitung und Standortansprüche
Die Art wächst an oligotrophen, sauren, feuchten Standorten in Hoch- und Zwischenmooren, auf Torf, an Grabenrändern, selten auch auf morschem Holz. Da die Art eng an solche Standorte gebunden ist, ist sie durch die Zerstörung ihres Lebensraum besonders bedroht. Sie wächst eingesprengt zwischen anderen Moosen oder in dünnen Überzügen, oft zusammen mit Campylopus pyriformis, Dicranodontium denudatum und Sphagnum-Arten.
Die Art kommt in Europa und Nordamerika vor. In Mitteleuropa wächst sie vor allem in den Mooren des Flachlands. In den Gebirgen und Mittelgebirgen ist sie selten.